# مصعب بلحوس
مصعب بلحوس (عربی: مصعب بلحوس؛ زادهٔ ۵ اکتبر ۱۹۸۳) یک ورزشکار اهل سوریه است.
از باشگاه‌هایی که در آن بازی کرده‌است می‌توان به باشگاه فوتبال الکرامه سوریه، باشگاه ورزشی الوحده سوریه، و تیم ملی فوتبال سوریه اشاره کرد.
وی همچنین در تیم ملی فوتبال سوریه بازی کرده است.